# Маккей, Эрни
Эрнест Маккей (англ. Ernest MacKey или англ. Ernest McKey; 7 октября 1896, Темплмор, Ирландия — ноябрь 1995, Колчестер, Эссекс, Великобритания), более известный как Эрни Маккей (англ. Ernie McKey) — ирландский футболист, полузащитник.

## Клубная карьера
В юношестве играл за столичный клуб «Гринвью». В 1916 году перешёл в «Сент-Джеймс Гент», за который играл на протяжении 17 лет. В составе «ворот» выиграл первый в истории чемпионат Ирландии, Кубок Ирландии и Лигу Лейнстера, сделав требл в сезоне 1921/22. В составе сборной чемпионата играл в трёх матчах против сборной чемпионата Уэльса. Кроме того, как игрок «Сент-Джеймс Гент» в 1923 году принял участие в товарищеском матче памяти Кевина Барри, солдата Ирландской республиканской армии, казнённого британскими военнослужащими. За участие в матче получил памятную медаль, которую в 1986 году отослал в редакцию Sunday Independent с просьбой передать родственникам погибшего. 

## Карьера в сборной
До триумфального сезона в составе «Сент-Джеймс Гент» выступал за молодёжную сборную Ирландии, в которой был капитаном. Позднее стал одним из семи игроков, включённых в заявку национальной сборной на VIII Летние Олимпийские игры, и одним из пяти, прибывших на турнир. Кроме Маккея, в Париж поехали Том Мерфи, Чарли Дауделл, Падди Данкан и Майк Фаррелл, а в Ирландии остались Томми Онжье и Фрэнк Хини. На самом турнире сыграл во всех двух возможных матчах — со сборной Болгарии во втором раунде и со сборной Нидерландов в четвертьфинале. 

## Личная жизнь
Родился в Темплморе в Северном Типперэри, позднее с семьёй переехал в Дублин. Футбол был его хобби — с 1916 года, когда вспыхнуло Пасхальное восстание, и до конца 1950-х работал в Главном почтамте Дублина. Начав карьеру в почтовой службы с разносчика телеграмм, на пенсию ушёл в должности суперинтенданта почтамта. В начале 1960-х со своей женой Беа Маккей переехал в Колчестер, графство Эссекс, чтобы жить рядом с дочерью Элизабет. Умер в ноябре 1995 в возрасте 99 лет.

## Достижения

### Клубные

#### «Сент-Джеймс Гент»
- Чемпион Ирландии: 1921/22

- Обладатель Кубка Ирландии: 1922

- Победитель Лиги Лейнстера: 1921/22

### В сборной
- Олимпиада 1924 года: 1/4 финала

## Внешние ссылки
- Профиль игрока на сайте Olympedia| Ссылки на внешние ресурсы   | Ссылки на внешние ресурсы              |
| --------------------------- | -------------------------------------- |
| Тематические сайты          | - eu-football.info (игрок) - Olympedia |
| Генеалогия и некрополистика | - WikiTree                             |